# ミヤマガラス

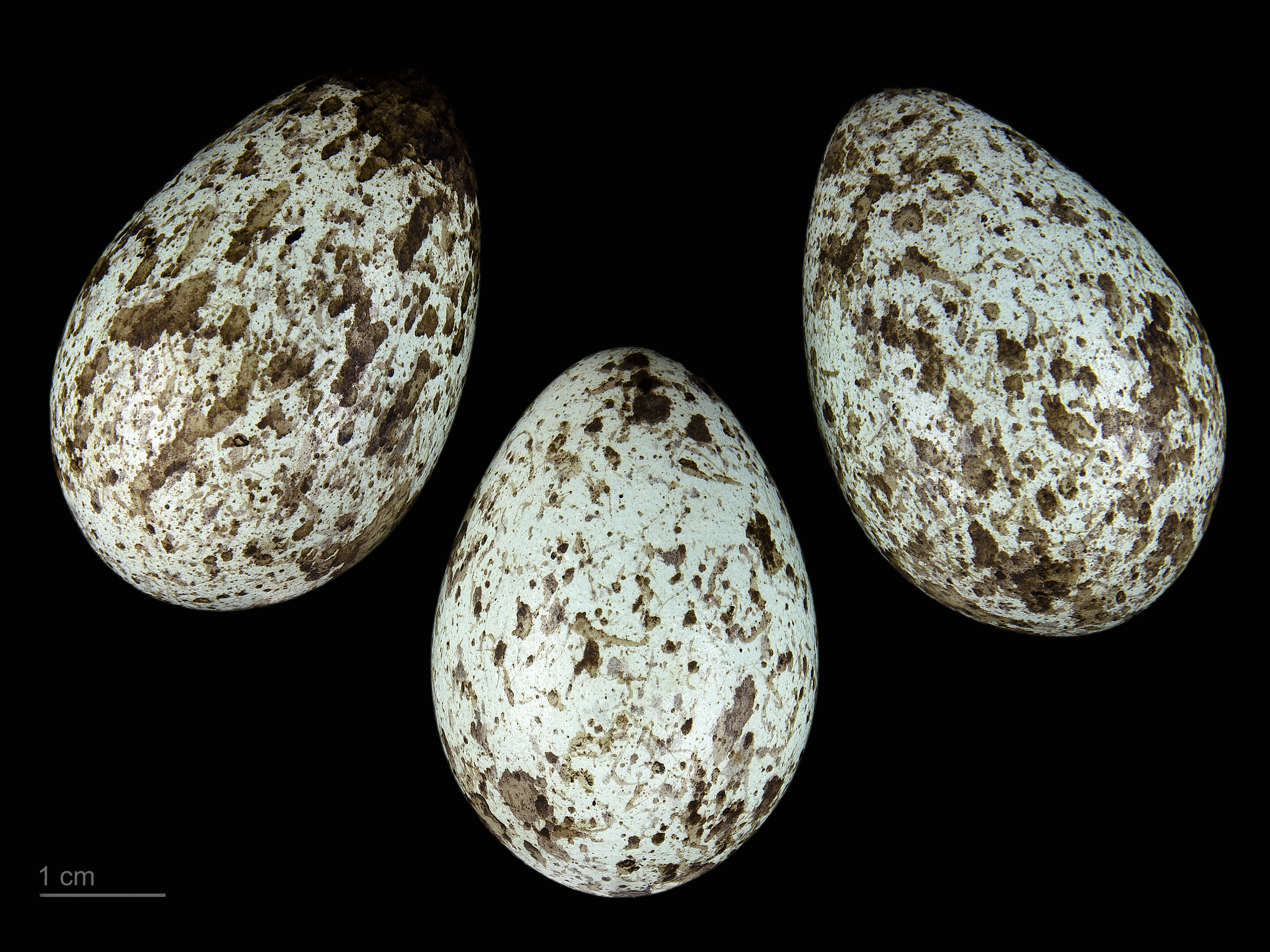
Corvus frugilegus

ミヤマガラス（深山烏、深山鴉、Corvus frugilegus）は、鳥綱スズメ目カラス科カラス属の1種である。

## 分布
ユーラシア大陸中緯度地方。
日本では、越冬のため飛来する冬鳥で、かつては本州西部と、特に九州に飛来したが、現在はほぼ全国に飛来する。
ニュージーランドにもかつてイギリスからの移民によって、害虫駆除の目的で持ち込まれ帰化している。

## 形態
全長47cm、翼開長90cm。全身は黒い羽毛で覆われる。嘴は細く、成鳥では基部の皮膚が剥き出しになり白く見える。

## 生態
森林や農耕地に生息する。大規模な群れを形成する。コクマルガラスと混群を形成することもある。樹上にコロニーを形成し、木の枝等をお椀状に組み合わせた巣を作る。
食性は雑食で昆虫類、鳥類の卵や雛、果実、種子等を食べる。
1回に3–5個の卵を産む。主にメスが抱卵し、その間オスはメスに対し捕らえた獲物を与える。